# Retrat de Bindo Altoviti
Retrat de Bindo Altoviti (italià: Ritratto di Bindo Altoviti) és una pintura de l'artista renaixentista italià Raffaello Sanzio, acabada cap a l'any 1514. És una pintura a l'oli sobre taula amb unes dimensions de 60 centímetres d'alçada i 44 cm d'amplada. Es conserva en la National Gallery of Art de Washington DC, Estats Units.

## Història
Bindo Altoviti era un ric banquer nascut a Roma en 1491, però d'origen florentí. La seva família va ser expulsada de Florència per l'oposició al domini dels Mèdici i va trobar refugi a Roma. Era un home conreat, amant de les arts. Aquest mateix personatge seria retratat novament, ja major, per Cellini, en un bust de bronze (Museu Isabella Stewart Gardner de Boston).
Aquesta pintura va pertànyer als descendents de Altoviti fins que l'any 1808 va ser venuda a Lluís I de Baviera. Va romandre en la Alte Pinakothek fins a l'any 1936, quan, després de molts debats sobre la seva autoria, va ser tret de l'Alemanya nazi per marxants anglesos. Adquirida per Samuel Kress, el retrat va passar a ser propietat de la Galeria Nacional d'Art de Washington.

## Anàlisi
La posició del subjecte, graciosa, gairebé efeminada, al costat del fort contrast de llums i ombres són atípics en l'obra de Rafael, particularment en els seus retrats masculins, demostrant l'experimentació de l'artista amb diferents estils i formes en el seu últim període romà. La influència de les obres de Leonardo da Vinci, que Raffaello va estudiar detalladament durant aquest període de la seva carrera, és molt evident en aquesta peça en particular.